# Pièce-sur-pièce à coulisse

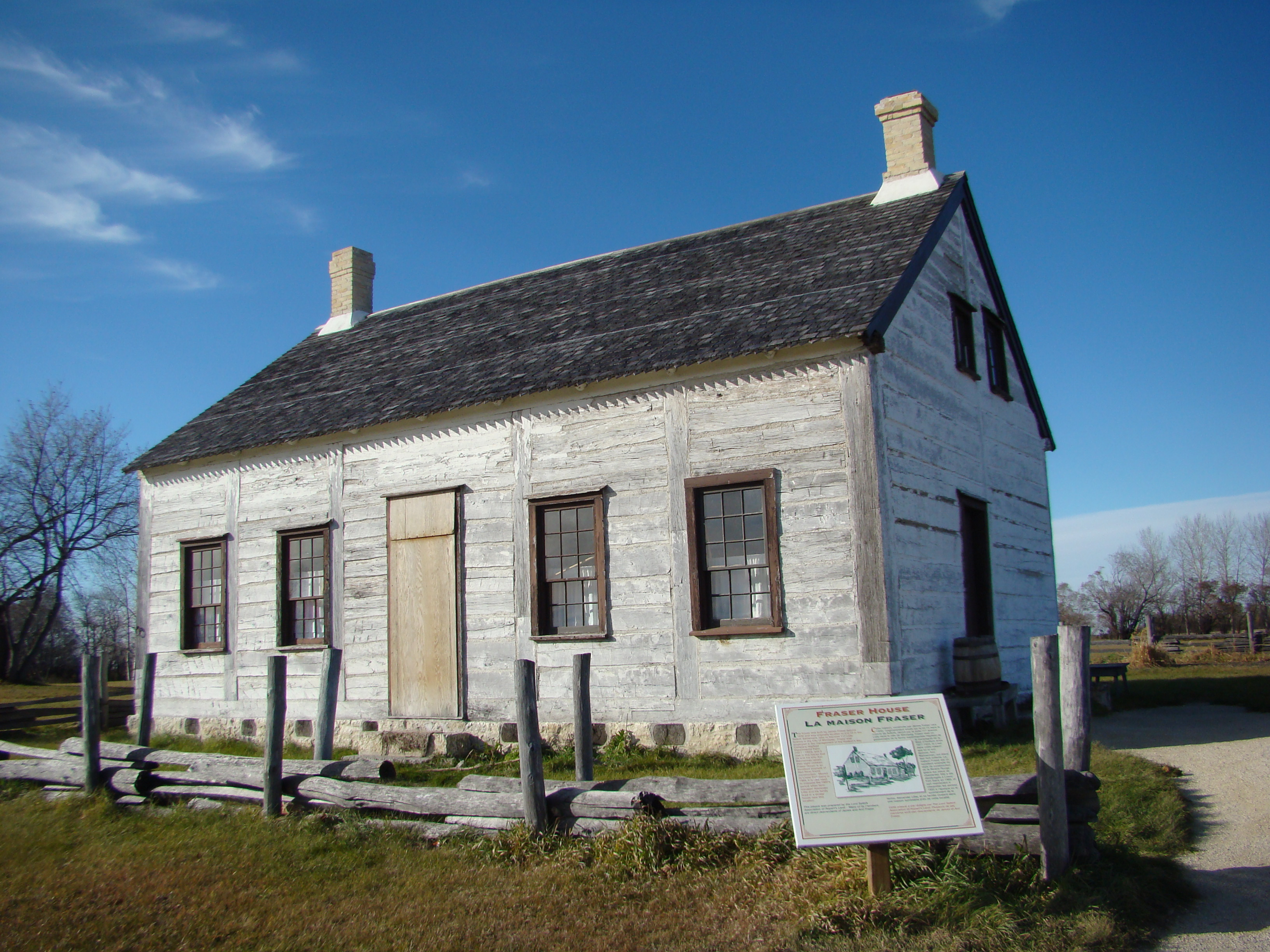
La maison Fraser à Lower Fort Garry, un bon exemple de structure pièce-sur-pièce à coulisse.

Le pièce-sur-pièce à coulisse est une technique de construction résidentielle.

## Histoire
Le pièce-sur-pièce à coulisse se rencontre à Biskupin en Pologne dès le VIIe siècle av. J.-C. On en retrouve aussi des traces en Angleterre entre 650 et 850. On le retrouve aussi dans des sites archéologiques saxons de la Belgique et de l'Allemagne. On le retrouve aussi en Scandinavie depuis l'époque viking. En général, le procédé est courant de l'Europe centrale en Roumanie. En France, on le retrouve principalement en Savoie et dans le Dauphiné, même s'il est possible qu'il se soit trouvé dans d'autres régions.
La technique se répand au Canada dès les débuts de la colonie. Elle est importée dans la colonie de la rivière Rouge en suivant les artisans de la compagnie de la Baie d'Hudson, qui provenait du Bas-Canada.
Le pièce-sur-pièce à coulisse a été importé aux États-Unis par les colons scandinaves et germaniques dans les États du Delaware et de la Pennsylvanie.

## Technique
Le pièce-sur-pièce à coulisse ressemble beaucoup au colombage pour ce qui est de l'assemblage. On installe à la base des murs extérieurs une sole. On place à chaque coin des poteaux verticaux dans lesquels on fait des rainures. Les murs sont ensuite remplis de pieux, de pièces ou de madriers dont les extrémités ont une languette qui leur permet de glisser entre les poteaux. Une sablière est placée au sommet.